# Halász Dezső
Halász Dezső (Nagyvárad, 1835. október 2. – Pécel, 1910. szeptember 29.) költő, a magyar földhitelintézet tisztviselője.

## Élete
Halász József ügyvéd, író és Koós Judit fia. Szülővárosában a gimnázium két alsóbb osztályát a reformátusoknál, a többi osztályt pedig ugyanott a premontreieknél végezte 1854-ben; még az év október 13-án apja kívánságára orvostanhallgatónak iratkozott be a pesti egyetemre. 1857-ben Bécsbe ment az ottani hírneves tanárok hallgatására és 1858. július 9-én a himlő elleni védőoltás gyakorlására feljogosító bizonyítványt nyert; orvosi oklevelet azonban nem szerzett. Gyenge idegzete s az orvosi pálya iránt való ellenszenve mindinkább előtérbe lépett (egy hullaboncolásnál, kezét megvágva, életveszélyben is forgott), és midőn 1859-ben az 5. évet is elvégezte, végképp megvált ezen pályától. 
Ekkor a Győri Közlönyhöz nyert meghívást és ott rövid ideig mint segédszerkesztő működött. Még azon év augusztus 28-án Pécelre költözött Szemere Pálhoz, akinél két hónapig működött; annak Tondithyramb és dalverseny című nagy munkáját rendezte és írta le két példányban (ezek közül az eredeti példányt Halász a Nemzeti Múzeumnak ajándékozta; ebből adta ki azt Szvorényi, Szemere Pál összes munkáiban). 1861-ben Pest megye levéltárához segédnek nevezték ki s a gödöllői szolgabirói hivatal irattárának rendezésével bízták meg. Hét hónapi működés után, a provizórium alatt szeptember végen állásáról leköszönt. Nagybátyjánál, Halász Károlynál vonta meg magát és az irodalomnak élt. Kiválóan hatottak reá Fekete G. és Kádas Rudolf tanárainak, nemkülönben Lugossy Józsefnek és Fésűs Andrásnak buzdításai. Csengery Antal útján megismerkedett az akkori irodalom kiválóbb férfiaival is. Íródiákja lett Szemere Pálnak, Eötvös Józsefnek és Deák Ferencnek. 
Az 1862. év nyarán Szuborits Manó gordonkás társaságában Reményi Edét kísérte felső-magyarországi körútjában, ahol mint szavaló is többször föllépett. 1865. május 15-én Csengery Antal ajánlására meghívást kapott a magyar földhitelintézethez, ahol előbb mint díjnok és 1866. április 30-án mint rendes tisztviselő alkalmaztatott az iktatóban, mely osztálynak a főnöke volt. 1867-től pedig egyszersmind a pesti gyermekkórháznak titkáraként is működött. Jegyzője volt a gróf Károlyi Edéné elnöklete alatt álló pesti első bölcsődeegyletnek, gyermekmenhelynek és az országos vöröskereszt-egylet választmányának több évig, utóbbinak ötig pénztárnoka is. A fővárosi jótékony és közhasznú egyletek körében is, különösen a központi Fröbel-nőegylet megmagyarosításán, feleségével együtt buzgón fáradozott. 1866. május 23-án lépett házasságra Kalmár Ilkával, aki szintén szerepel irodalmunkban.
Első költeményei a Ney Ferencz által szerkesztett Családi Lapokban (1854. II. 11. sz. Bucsú-sugarak cz. és 1855-56.) jelentek meg, írt még költeményeket és beszélyeket a Napkeletbe (1857-60), Boross Mihály Kalauzába (1857-58. tört. beszély), a Vasárnapi Ujságba (1856. 1882.), a Gyulai Árvízkönyvbe (1856), a Vahot Imre Magyar írók Pályakönyvébe (Pest, 1856. költ. és Hedvig cz. életrajz), a Miller Gyula Nagy-Naptárába (1857-re), a Hölgyfutárba (1859-64.) a Családi Körbe (1860-62.), a Győri Közlönybe (1859-60., 1864.), a Játékszíni Emlékkönyvbe (Szombathely, 1860.), a Magyar Ifjúság Évkönyvébe (Pest, 1860) a Magyar Szinházi Lapba (1860. Ziltz Arnold, 1861.), a Debreczeni Közlönybe (1861.), a Garaboncziás Diákba (1861.); a Divatcsarnokba (1861. 1863.), a Csokonai Albumba (1861), a Szépirodalmi Figyelőbe (1861-62.), a Széchenyi Emlékkönyvbe (1861), a Koszorúba (1863. Szemere Pál munkái ügyében), a Lisznyay Albumba (1863), a Nayad c. albumba (1863), a Felvidékbe (1863-65); írt még a Flóra Virágcsokrába, a Gombostűbe, Király János Budapesti Bazárjába, Szana Tamás Koszorújába, az Új Nemzedékbe (könyvism.), az Ország-Világba, a Méhecskébe, Dolinai Hasznos Mulattatójába (1881. 1890-től) és a Lányok Lapjába, a Jászkúnságba, a Nagyváradba, az esztergomi lapokba, végre a Magyar Salonba (1888. 1890-92.), a Magyar Géniuszba és az Otthonba. Egyik költeménye németül is megjelent Ziltz A. fordításában a Zeitbilderben (Pest, 1862. 24. sz.)

## Munkái
- Tölgyek és virágok. Kőltői beszélyfüzér. Pest. 1857.
- Halász Dezső költeményei. Bécs, 1859.
- Erdei lak mint hármas dalverseny és Petőfi Sándor Szemere Pál «Tan-dithyramb és dalverseny» c. munkájából közli. Pest, 1860.
- Tavaszvirágok. Braun Izabella virágos kertjéből. A magyar irodalomba átültette. Képekkel. Pest, 1872.
- Halász Dezső újabb költeményei 1859-1882. Bpest, 1882. (Ism. Nemzet 111. sz., Főv. Lapok 290. sz., Vasárn. Ujság 52. sz.. Koszorú 1883. 1. sz.)

Szerkesztette a pesti szegény gyermekkórház Évkönyvét 1868-tól; szerkesztette a Pesti első bölcsőde-egylet Emlékiratát 1873-ban és évi Jelentését 1877-79-ben; és a budapesti első gyermekmenhely-egylet évi Értesítését 1876-tól 1879-ig.
Levelei Mindszenty Gedeonhoz 1858-59. és 1861-ben a Figyelőben (XX. 1886. 97-109. l.)

### Kéziratban
- Tanköltemény a költészetről, pályamű (pályázott a Kisfaludy-társaságnál 1870-ben és dicséretben részesült; a Magyar Nemzeti Múzeum kézirattárában).